# 丹田
丹田原是道教修炼内丹中的精气神時用的术语，但现在已被各門各派气功或運氣方法（如唱歌及說話用丹田氣，可減小聲帶受損機會），广为引用。
戰國時期，古籍《素問》遺篇本病論篇第七十三中提到「神游上丹田」。邊韶之書《老子銘》提到「存想丹田」。張仲景的《金匱要略》也提到「丹田」一語。這些都是在3世紀後期作為文學文獻引用的，但由於文獻在唐代以後被修改過，目前尚不清楚修訂前的原始數據中是否存在該詞。

## 位置
丹田位置根據抱朴子內篇卷十八地真所言，「或在臍下二寸四分下丹田中，或在心下絳宮金闕中丹田也，或在人兩眉間，卻行一寸為明堂，二寸為洞房，三寸為上丹田也。」
若根據太上老君中經第十七所言，則「丹田……在臍下三寸，附著脊膂，兩腎根也。丹田之中，中赤、左青、右黃、上白、下黑方圓四寸之中」，雖同樣說位於臍下，但方圓四寸是個不小的範圍，可說幾乎含括小腸盤繞處，如腦有九宮、九天，但上丹田特指泥丸一宮(在頭頂百會之處)，人之下丹田有九竅，以象地之九州，下丹田特指氣海竅（非氣海穴）。
張景岳《類經》：「人之腦為髓海，是謂上丹田，太乙帝君所居。」
若按韓國《东医宝鉴》中《仙经》，也指出丹田位置與功能，原文如下“脑为髓海，上丹田；心为绛火，中丹田；脐下三寸为下丹田（約為臍下三指距離）。下丹田，藏精之府也；中丹田，藏气之府也；上丹田，藏神之府也”。古人称精气神为三宝，视丹田为儲藏精气神的地方，因此對丹田極為重視，有如“性命之根本”。

## 鍛鍊
所謂丹田，就是指脐下丹田，肚臍下方的意思。而運氣即是把全身力氣集中於丹田之意。這種東方的鍛鍊法，大都著眼於一腹部。鍛鍊丹田，可使身心安定，射箭時也能穩定地中靶。